# دنی دیویس

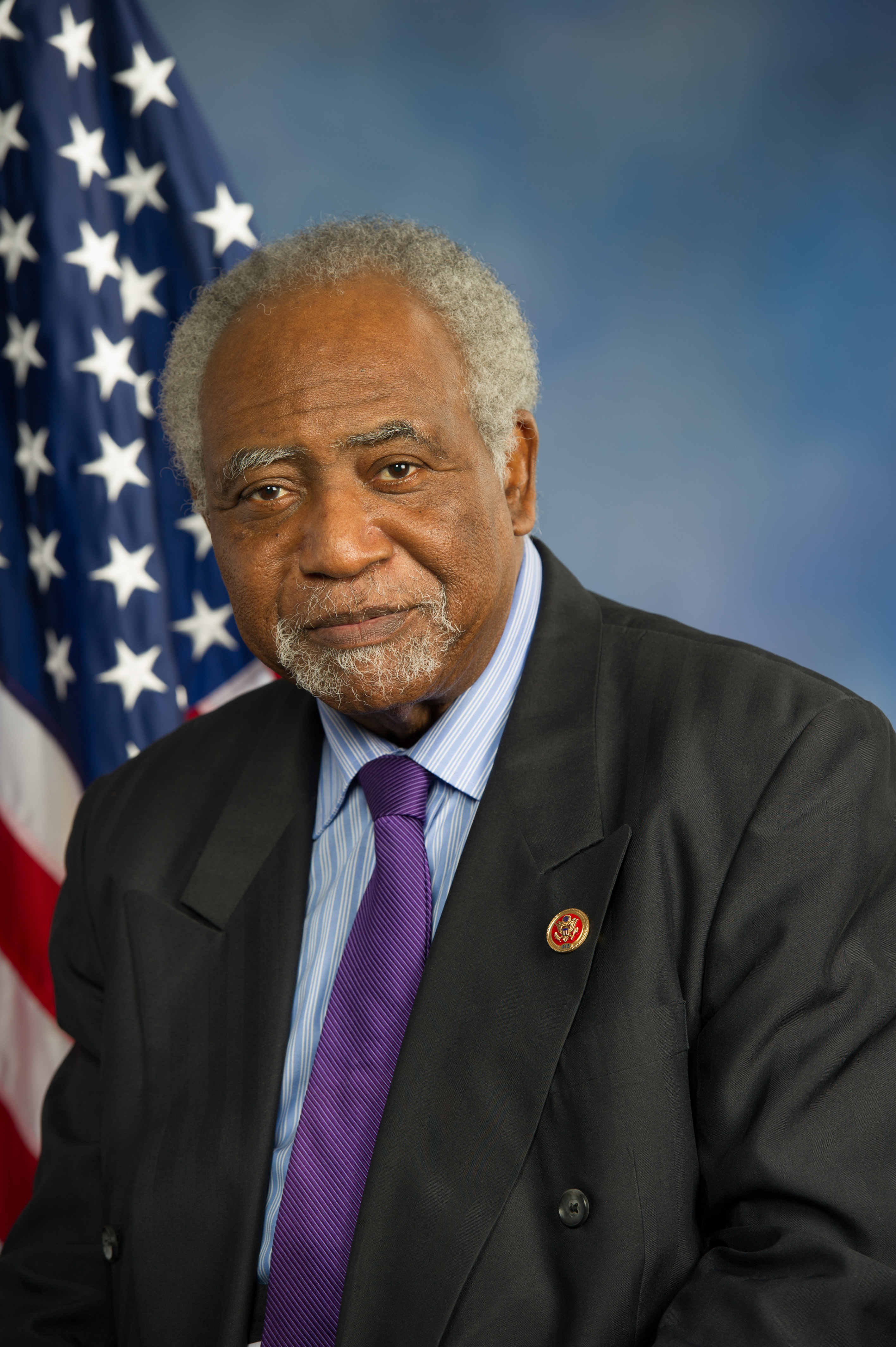

دنی دیویس (به انگلیسی: Danny Davis) نمایندهٔ حوزه انتخابیه هفتم ایلی‌نوی از حزب دموکرات ایالات متحده آمریکا در مجلس نمایندگان ایالات متحده آمریکا است که برای نخستین‌بار در ۵ ژانویه ۱۹۹۷ میلادی به‌عضویت این مجلس درآمد.